# Moćni rendžeri: Megasila
Moćni rendžeri - Megasila (engl. Power Rangers Megaforce) je 20. po redu sezona popularne serije Moćnih rendžera.
Sve je počelo kada su Zemlju počeli napadati neprijatelji iz svemira, koji su se udružili sa prethodnim neprijateljima moćnih rendžera koje su oživeli svojom tehnologijom sa namerom da osvoje ovoga puta ne samo Zemlju već i ceo svemir. Zemlji kao i ostatku svemira preti uništenje, a moćni rendžeri koji su je ranije štitili su previše slabi da bi ih sve zajedno uništili. Ali jedan poseban dečak koji je rendžere oduvek voleo i maštao da jednog dana spase svet i postane jedan od njih je u budućnosti napravio uređaje koji su podsećali na kandže, a imali su moć poput morfera pravih moćnih rendžera poslao ih je u prošlost (sadašnjost) u nadi da će ih neko pravilno iskoristiti. Neplanirajući, a kamoli razmišljajući, o tome da je jedan od morfera stvoren samo za njega i da će i sam postati moćni rendžer.

## Moćne kandže
Svaki rendžer ima svoju moćnu kanžu, koja je na prvi pogled potpuno ista kao i kandže ostalih rendžera sem po boji (crvenoj, zelenoj, rozoj, plavoj, žutoj i beloj). Tek kada se rendžer bude transformisao, će se videti pravi oblik kandže. Svi sem Zlatnog rendžera imaju takve, dok on ima kandžu čiji je oblik pre aktiviranja kocka. I ako se Beli rendžer kasnije pridružio timu, ima isti oblik kandže pre aktiviranja, kao i ostali uz to ima potpuno istu kandžu kao i Crveni rendžer.

## Kako su deca postala heroji?
Kada je iz budućnosti u sadašnjost došlo 5 morfera, odmah su počeli da lete kroz nebo i jedan za drugim su sletali na tlo, jer su pronašli svoje istinske vlasnike.

## Isceliteljske moći rendžera
Svaki randžer ima svoju posebnu isceliteljsku moć kojom pomaže ljudima da i sami ojačaju i da dopru do njihovih srca. Te moći randžeri su dobili kada su se okupila sva sedmorica, tačnije
kada se pojavio Gospodar bodeža, to jest Beli rendžer. Takođe su uz njih dobili još neke moći.
Rendžeri su dobili sledeće moći:
- Crveni Rendžer:

1. Isceliteljska Moć Rendžera: Hrabrost
2. Specijalana Moć Rendžera: Postaje Crni Moćni Rendžer

- Zeleni Rendžer:

1. Isceliteljska Moć Rendžera: Poštenje
2. Specijalana Moć Rendžera: Dobija oklop nalik na bika

- Rozli Rendžer:

1. Isceliteljska Moć Rendžera: Čistota
2. Specijalana Moć Rendžera: Dobija dodatak sa šiljcima na rukama

- Plavi Rendžer:

1. Isceliteljska Moć Rendžera: Mudrost
2. Specijalana Moć Rendžera: Dobija dodatak na rukama koji mu daje razornu moć

- Žuti Rendžer:

1. Isceliteljska Moć Rendžera: Dobrota
2. Specijalana Moć Rendžera: Dobija dodatak na nogama koji joj daje brzinu

- Zlatni Rendžer:

1. Isceliteljska Moć Rendžera: Svetlost
2. Specijalana Moć Rendžera: Dobija dodatak na ledjima nalik krilima

- Beli Rendžer:

1. Isceliteljska Moć Rendžera: Nada
2. Specijalana Moć Rendžera: Dobija dodatak koji izbacuje bodeže

## Spoljašnje veze
- Power Rangers Megaforce на веб-сајту  (језик: енглески)